# 슈렉호른 산장

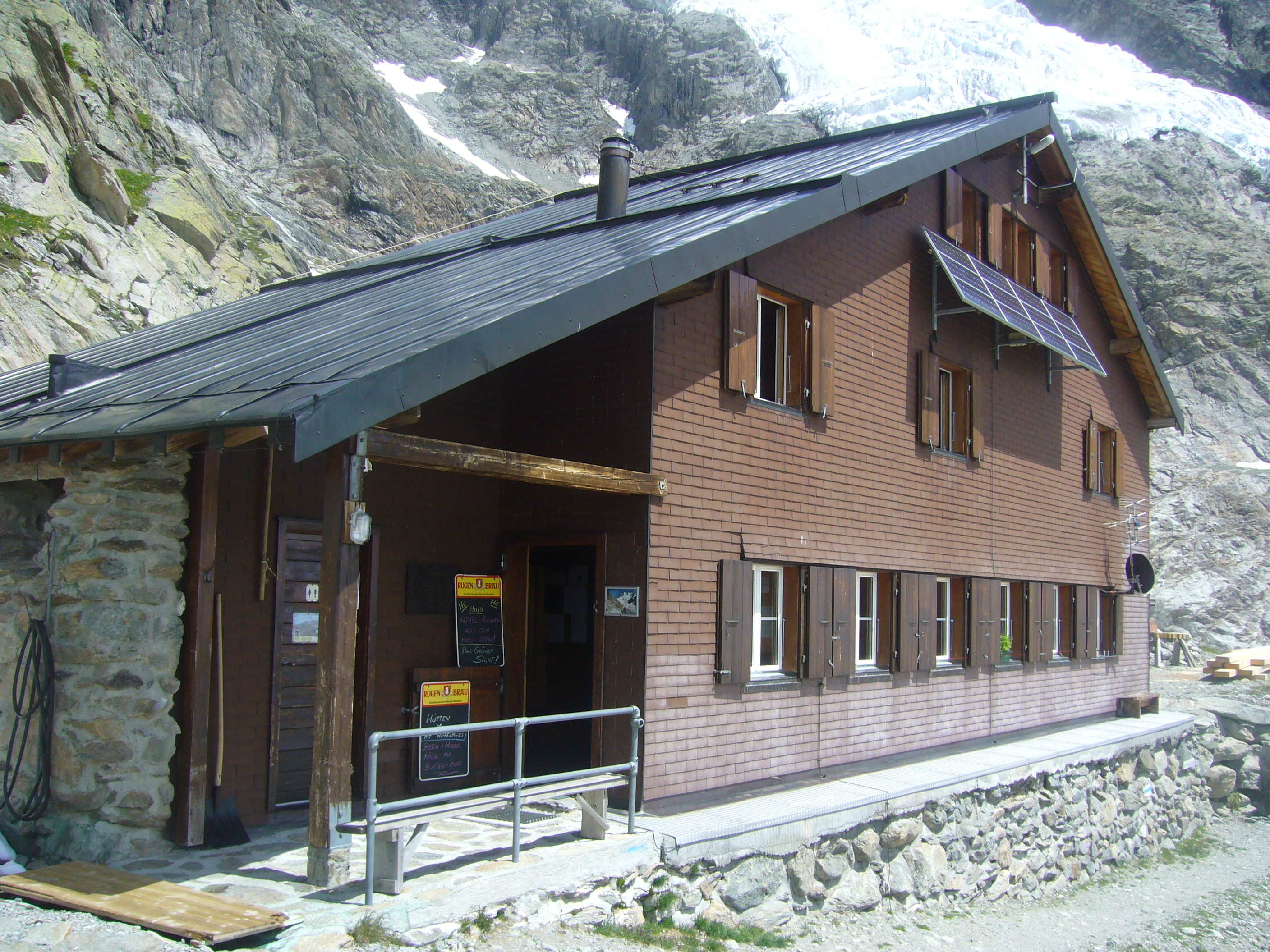
슈렉호른 산장

슈렉호른 산장(독일어: Schreckhornhütte)은 스위스 베른주의 그린델발트 남쪽에 위치한 스위스 알파인 클럽의 산장이다. 오두막은 베른 알프스의 슈렉호른 기슭에 있는 하부 그린델발트 빙하 위의 해발 2,529m 높이에 있다.
그린델발트와 핑슈테크(Pfingstegg)에서 트레일은 베레그(Bäregg)를 거쳐 오두막으로 이어진다.

## 같이 보기
- Swisstopo 지형도